# Steve 'n Seagulls
Steve 'n Seagulls è una country band finlandese attiva dal 2014, che suona versioni con arrangiamento in stile country/bluegrass di famosissime canzoni hard rock e metal.
Il gruppo nasce nell'estate del 2014 pubblicando video su YouTube caratterizzati dal look "redneck" dei membri della band, l'ambientazione "contadina" (in campagna, in fienili, capanne, con attrezzi agricoli ecc.) ed un notevole senso dello humor. Molto popolare diviene la versione del gruppo di "Thunderstruck" degli AC/DC, il cui video colleziona oltre 150 milioni di visualizzazioni.
Il gruppo debutta con l'album Farm Machine che è prodotto dalla Spinefarm Records nel maggio 2015. Nell'agosto 2016 hanno realizzato una cover di Aces High degli Iron Maiden per promuovere il loro secondo album Brothers in Farms.
Si sono esibiti in Italia nel 2019 in occasione del Montelago Celtic Festival con un concerto pubblicato e visibile su youtube

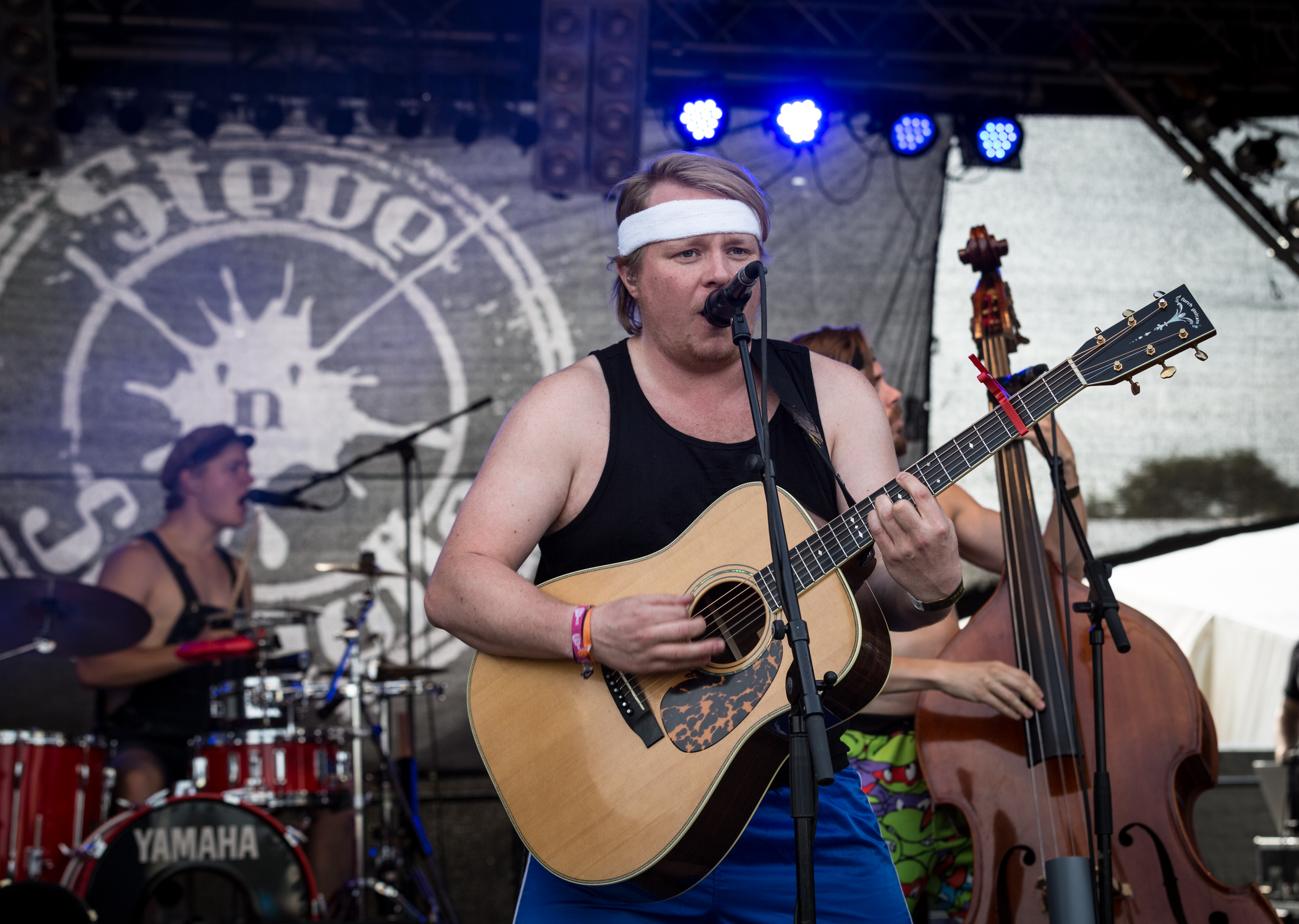
Steve 'n Seagulls live al Wacken Open Air 2015

Il nome della band è una storpiatura del nome dell'attore americano Steven Seagal, che in inglese si pronuncia quasi allo stesso modo.

## Membri del gruppo
FORMAZIONE INIZIALE
- Remmel – Voce, chitarra acustica, balalaika, mandolino
- Herman – Banjo, voce, chitarra acustica
- Hiltunen – Fisarmonica, mandolino, tastiere, flauto
- Pukki – Basso, voce
- Puikkonen – Batteria, percussioni, voce

DAL 2018
- Jammpa – Basso, voce (sostituisce Pukki)

DAL 2020
- Skubu – Batteria, percussioni, voce (sostituisce Puikkonen)

## Discografia
Albums
- Farm Machine (2015)
- Brothers in Farms (2016)
- Grainsville (2018)
- Another Miracle (2020)

Singoli
- ”You Shook Me All Night Long” (2015)
- ”Thunderstruck” (2015)
- ”The Trooper” (2015)
- ”Holy Diver” (2015)
- ”Aces High” (2016)
- ”Self Esteem” (2016)